# Ratpenat ripari
El ratpenat ripari (Myotis riparius) és una espècie de ratpenat de la família dels vespertiliònids. Viu a l'Argentina, Bolívia, el Brasil, Colòmbia, Costa Rica, l'Equador, El Salvador, la Guaiana Francesa, Hondures, Nicaragua, Panamà, el Paraguai, el Perú, Trinitat i Tobago, l'Uruguai i Veneçuela. Es tracta d'un animal insectívor que viu en colònies. És una espècie en risc mínim, és a dir, no sembla que hi hagi cap amenaça significativa per a la seva supervivència.